# ماکی ایتو
ماکی ایتو (انگلیسی: Maki Itoh؛ زادهٔ ۲۲ ژوئیهٔ ۱۹۹۵) آیدل ژاپنی، و کشتی‌گیر کشتی حرفه‌ای اهل ژاپن است.